# Olympionike

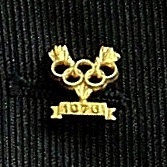
Anstecknadel des IOC für Medaillengewinner (hier die Version für Goldmedaillengewinner der Sommerspiele 1976)

Olympionike (von Olympia und griechisch νίκη nikē, deutsch ‚Sieg‘) steht im Altgriechischen für einen Sieger bei den Olympischen Spielen.
In Abweichung zur etymologischen Bedeutung werden heute – besonders im Journalismus und in der Umgangssprache – oft sämtliche an Olympischen Spielen teilnehmenden Sportler, egal ob Sieger oder nicht, so bezeichnet.